# Hang am Hohengöbel bei Kimmlingen
Der Hang am Hohengöbel bei Kimmlingen ist ein Naturschutzgebiet auf den Gemarkungen von Möhn (Welschbillig) und Kordel im Landkreis Trier-Saarburg in Rheinland-Pfalz.
Das 26,14 ha große Naturschutzgebiet, das mit Verordnung vom 18. März 1986 unter der Nr. 7235-063 unter Naturschutz steht, liegt östlich des Ortsteils Möhn von Welschbillig und nordwestlich des Ortsteils Kimmlingen von Kordel, nördlich parallel zum Kimmlinger Bach.
Kennzeichnend für das Gebiet sind Halbtrockenrasen-Gesellschaften und eine gehölzreiche Übergangsformation.